# گوستا سالن
گوستا سالن (انگلیسی: Gösta Salén; ۴ ژانویهٔ ۱۹۲۲ – ۱ ژانویهٔ ۲۰۰۲) قایقران، و قایقران قایق بادبانی اهل سوئد بود.